# إذخر عملاق
إذخر عملاق (الاسم العلمي: Cymbopogon giganteus) هو نوع من النباتات يتبع جنس الإذخر من الفصيلة النجيلية.